# Списак споменика културе у Пчињском округу
Следи списак споменика културе у Пчињском округу.